# Schloss Rügland
Das Schloss Rügland ist eine zweiteilige Wasserschlossanlage in Rügland. Sie gehört zu den wenigen Wasserschlössern in Mittelfranken und wurde bis 1983 saniert. Seit 1584 gehört das Gut bis heute den Freiherren von Crailsheim.

## Vorgeschichte
Das Rüglander Gebiet war schon während der Steinzeit besiedelt; eine erste Erwähnung des Ortes erfolgte im Jahr 1137. Damals wurde das Besitzrecht an Rügland Berta, der Witwe des Gerunch von Wielandsheim, zugesprochen. 1147 ging Rügland als Lehen an das Stift St. Gumbert in Ansbach über. Spätestens 1298 waren die Herren von Vestenberg Besitzer der Burg Rosenberg und der Wasserburg in Rügland. 1437 erlosch die Rügländer Linie der Vestenberg und die Burg ging an den Rosenberger Zweig, blieb aber Familiensitz. Als einziges Relikt der Burg besteht noch ein Keller.

## Altes Schloss
Am 3. September 1584 verkaufte Hanns von Vestenberg seinen Besitz an seinen Vetter Ernst von Crailsheim, der Statthalter in Ansbach war. Die damals noch mindestens zum Teil erhaltene Burg Rosenberg wurde zu diesem Zeitpunkt als „altes Haus“ bezeichnet. Vermutlich wurde der Bau im Zuge des Dreißigjährigen Krieges zerstört; jedenfalls wurde er 1690 nur noch als eingefallenes Schloss bezeichnet. Das Wasserschloss, das ebenfalls in den Besitz des Ernst von Crailsheim überging, wurde 1611 durch das heute als „Altes Schloss“ bezeichnete Gebäude ersetzt.
Vom „Alten Schloss“ ist der Nordflügel erhalten geblieben, der ein Fachwerkobergeschoss besitzt. Auch die Schlossbrücke sowie eine Tordurchfahrt, an der das Wappen der Herren von Crailheim und Dölzkau angebracht ist, stammt noch von diesem Bau. Das „Alte Schloss“ beherbergt heute noch eine einstige Wachstube und die Kapelle St. Elisabeth, die von der katholischen Gemeinde des Ortes genutzt wird. Vermutlich gab es schon vor dem Bau des „Alten Schlosses“ eine Kirche oder Kapelle dieses Namens im Ort, da Kraft von Vestenberg schon 1413 eine ewige Messe für Rügland stiftete. Etwas älter als das „Alte Schloss“ dürften die zugehörigen Wirtschaftsgebäude sein. Sie stammen wohl aus der Zeit um 1600.

## Neues Schloss

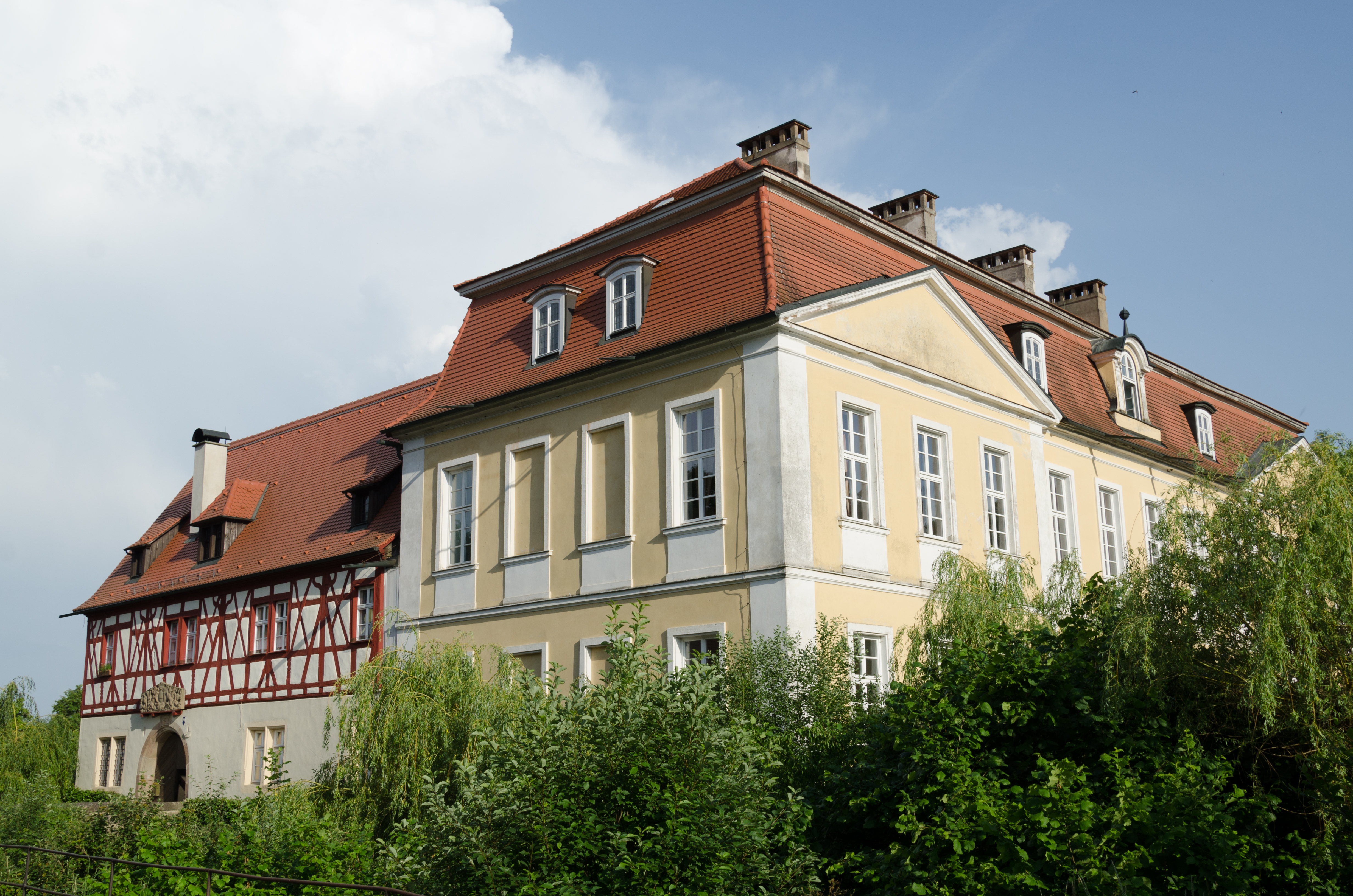
Nordflügel des Alten Schlosses von 1611 und Neues Schloss von 1714

Hannibal Friedrich Freiherr von Crailsheim ließ ab April 1714 das „Neue Schloss“ bauen, das den Mittel- und Südflügel der Gesamtanlage bildet. Die Pläne stammten vom Freiherrn Karl Friedrich von Zocha, dem späteren Ansbacher Hofbaumeister und markgräflichen Minister.
Der erste Stock des „Neuen Schlosses“ dient heute als Familienmuseum der Herren von Crailsheim, die das Schloss im Sommer nach wie vor bewohnen, und als Veranstaltungsort. Dort werden Funde von der Ausgrabung bei Burg Rosenberg gezeigt. Der Mittelsaal weist ein Deckengemälde mit mythologischen Darstellungen auf, außerdem eine Portraitgalerie von Adligen.

## Schlosspark
Der Schlosspark ist mit Figuren aus Sandstein geschmückt. Diese Skulpturen, die Venus, Amor, Mars, Zeus, Herkules und Flora zeigen, stammen wie auch die Balustrade des inneren Schlosshofes vom Handwerksmeister Sommer aus Künzelsau.

## Rittergut Rügland
Das Rittergut Rügland gehörte zum Ritterkanton Altmühl. Es übte das Hochgericht über Lindach, Rosenberg und Rügland im begrenzten Umfang aus. Es hatte ggf. an das brandenburg-ansbachische Hofkastenamt Ansbach auszuliefern. Es hatte die Dorf- und Gemeindeherrschaft in eben genannten Orten inne. Darüber hinaus hatte es teilweise die Dorf- und Gemeindeherrschaft in Andorf und Unternbibert inne. Ende des 18. Jahrhunderts hatte es die Grundherrschaft über 166 Anwesen, die sich in folgenden Orten verteilten (in Klammern ist die Zahl der Anwesen angegeben): Adelmannsdorf (2), Altendettelsau (3), Andorf (1), Berglein (1), Buch (1), Ebenhof (1), Eyb (5), Flachslanden (14), Frankendorf mit Fessenmühle (7), Frickendorf (2), Froschmühle (1), Gräfenbuch (3), Kleinhabersdorf (1), Lehrberg (2), Lindach (15), Mitteldachstetten (3), Reinswinden (1), Rosenberg (13), Rügland (53), Schlauersbach (4), Stockheim (1), Tiefenthal (10), Unterheßbach (5), Unternbibert (15), Untersulzbach (2). Auch nach der Säkularisation (1803) hatte das Rittergut Rügland über seine Anwesen bis 1848 das Patrimonialgericht inne.